# Chigdril
Chigdril, också känt som Jigzhi, är ett härad i den autonoma prefekturen Golog i Qinghai-provinsen i västra Kina.